# San Ramón (Chili)
San Ramón is een gemeente in de Chileense provincie Santiago in de regio Región Metropolitana. San Ramón telde 82.900 inwoners in 2017.
- Virtual International Authority File: 155660481